# 胡热国家森林
胡热国家森林（英語：Hoosier National Forest；又译胡希尔国家森林）是座美国国家森林，位于印第安纳州南部丘陵地带，由美国国家森林局管辖。森林分成四个不同的大区，总面积202,814英畝（820.76平方）。胡热国家森林的行政中心位于贝德福德，在退尔城也设有本地办公室。